# Ubuntu Budgie
Ubuntu Budgie (anteriorment Budgie-Remix) és un sabor de la comunitat oficial d'Ubuntu amb l'escriptori Budgie. Combina el nucli Ubuntu estable i completament provat amb un escriptori modern, lleuger i d'aspecte tradicional desenvolupat per al projecte Solus.

## Història
Ubuntu Budgie va començar com un sabor comunitari no oficial en paral·lel amb Ubuntu 16.04 LTS, anomenat budgie-remix. Budgie-remix 16.10 va ser llançat més tard seguint estrictament el calendari emès per a Ubuntu 16.10.
Va ser finalment reconegut com un sabor de la comunitat oficial d'Ubuntu, i va ser re-anomenat com a Ubuntu Budgie.
Vincenzo Bovino va ser contractat com la nova marca i PR Manager.
Ubuntu Budgie 17.04 va ser llançat a l'abril de 2017, i es va actualitzar a la versió 17.10 a l'octubre de 2017.

## Llançaments
| Llegenda: | Versió antiga | Versió antiga, amb suport | Versió actual | Darrera versió preliminar | Proper llançament |

| Versió      | Nom en clau     | Data de publicació | Suport fins a       | Observacions |
| ----------- | --------------- | ------------------ | ------------------- | --- |
| 16.04.3 LTS | Xenial Xerus    | 25 abril 2016      | Sense plans actuals | Primer llançament, marca budgie-remix                                                                              |
| 16.10       | Yakkety Yak     | 16 octubre 2016    | 20 juliol 2017      | |
| 17.04       | Zesty Zapus     | 11 abril 2017      | 1 gener 2018        | Primer llançament després de canviar el nom a Ubuntu Budgie després del reconeixement com a sabor oficial d'Ubuntu |
| 17.10       | Artful Aardvark | 19 octubre 2017    | 1 juliol 2018       | |
| 17.10.1     | Artful Aardvark | 12 gener 2018      | 1 juliol 2018       | |
| 18.04       | Bionic Beaver   | 26 abril 2018      | 1 abril 2023        | |